# Pachyolpium
Genre
Pachyolpium est un genre de pseudoscorpions de la famille des Olpiidae.

## Distribution
Les espèces de ce genre se rencontrent en Amérique.

## Liste des espèces
Selon Pseudoscorpions of the World (version 3.0) :
- Pachyolpium amplum Hoff, 1964
- Pachyolpium arubense Beier, 1936
- Pachyolpium atlanticum Mahnert & Schuster, 1981
- Pachyolpium aureum Hoff, 1945
- Pachyolpium brevifemoratum (Balzan, 1887)
- Pachyolpium brevipes (With, 1907)
- Pachyolpium confusum Tooren, 2002
- Pachyolpium crassichelatum (Balzan, 1887)
- Pachyolpium dispersum Tooren, 2011
- Pachyolpium erratum Beier, 1931
- Pachyolpium furculiferum (Balzan, 1892)
- Pachyolpium fuscipalpum (Muchmore, 1977)
- Pachyolpium granulatum Beier, 1954
- Pachyolpium irmgardae Mahnert, 1979
- Pachyolpium isolatum (Chamberlin, 1925)
- Pachyolpium leptotarsum Tooren, 2011
- Pachyolpium machadoi (Heurtault, 1982)
- Pachyolpium medium Hoff, 1945
- Pachyolpium paucisetosum (Muchmore, 1977)
- Pachyolpium puertoricense Hoff, 1945
- Pachyolpium reimoseri Beier, 1931

et décrite depuis 
- Pachyolpium alegreae Barba, 2022

## Systématique et taxinomie
Ce genre a été décrit par Beier en 1931.

## Publication originale
- Beier, 1931 : « Neue Pseudoscorpione der U. O. Neobisiinea. » Mitteilung aus dem Zoologischen Museum in Berlin, vol. 17, p. 299-318.